# Cap dera Sèrra
El Cap dera Sèrra és una muntanya de 2.167 metres que es troba al municipi de Vielha e Mijaran, a la comarca de la Vall d'Aran.